# Дзен и мозъкът
Дзен и мозъкът: Към разбирането на медитацията и съзнанието (на английски: Zen and the Brain: Toward an Understanding of Meditation and Consciousness) е книга написана от Джеймс Остин. За първи път е публикувана през 1998 г. Целта на книгата е да направи връзка между неврологичните изследвания на човешкия мозък и медитацията. Например Остин представя доказателство от ЕЕГ, че дълбокото релаксиращо дишане намалява мозъчната активност.
Издателите описват книгата като „Подробен текст върху доказателството от невронауката, което помага да се изясни, които механизми на мозъка лежат в основата на субективните състояния на Дзен и да използва Дзен, за да хвърли светлина как работи мозъка в различни състояния на съзнанието“.